# Jaszen
Jaszen (horvátul: Jasenaš) falu Horvátországban Verőce-Drávamente megyében. Közigazgatásilag Verőcéhez tartozik.

## Fekvése
Verőce központjától légvonalban 10, közúton 12 km-re délre, Nyugat-Szlavóniában, a Bilo-hegységben fekszik.

## Története
Az őskorban itt állt Nyugat-Szlavónia egyik legősibb települése, melynek maradványait a Veliki cimer nevű lelőhelyen az 1980-as években tárták fel. A Betevec - Partizanska šuma út építése során a régészeti leletek sora került elő.  Az ásatások szakmai irányítója Kornelija Minichreiter a zágrábi régészeti intézet munkatársa volt. A leletek között az újkőkori korenovói és sopoti kultúra, valamint a rézkori lasinjai kultúra emlékei egyaránt megtalálhatók. A leletek többsége cseréptöredék volt, de találtak malomköveket, kovaköveket, szövéshez használt nehezékeket, agyagkanalat és ritka leletként egy kutya formájú figurát. A leletek, melyek az i. e. 4000 és az i. e. 3300  közötti időre keltezhetők a kaproncai és a verőcei városi múzeumokba kerültek.
Miután 1684-ben Verőcét felszabadították a török uralom alól területe majdnem teljesen lakatlan volt és rengeteg szántóföld maradt műveletlenül. Ezért a bécsi udvar elhatározta, hogy a földeket a betelepítendő határőrcsaládok között osztja fel. Az első betelepülő családok 1698-ban érkeztek Lika, Bosznia, a horvát Tengermellék, Imotski környékéről, majd főként Kapronca, Kőrös és Szentgyörgyvár vidékéről telepítettek be horvát ajkú lakosságot.
Az első katonai felmérés térképén „Dorf Jaszenass” néven találjuk. Lipszky János 1808-ban Budán kiadott repertóriumában „Jasen” néven szerepel. Nagy Lajos 1829-ben kiadott művében „Jasen” néven 46 házzal, 4 katolikus és 306 ortodox vallású lakossal találjuk. Belovár-Kőrös vármegye Grobosinci járásának része volt.
A településnek 1857-ben 435, 1910-ben 959 lakosa volt. 1910-ben a népszámlálás adatai szerint lakosságának 72%-a szerb, 21%-a horvát, 5%-a magyar anyanyelvű volt. Az I. világháború után 1918-ban az új szerb-horvát-szlovén állam, majd később (1929-ben) Jugoszlávia része lett. A lakosság száma 1931-ben érte le a maximumot, több mint ezer főt. Ezt követően az egyre nehezebb megélhetés következtében számuk jelentősen csökkent és ez a folyamat a mai napig is tart. 1991-ben 222 főnyi lakosságának 74%-a szerb, 19%-a horvát nemzetiségű volt. A délszláv háború idején eleinte szerb ellenőrzés alatt állt. A szerb erők innen támadták a szomszédos horvátok lakta Milanovac és Rezovačke Krčevine településeket. 1991. szeptember 15 és 17 között, az Otkos 10 hadművelet első fázisában foglalta vissza a horvát hadsereg Đuro Dečak tábornok vezette 127. verőcei dandárja. Így Jaszen az ország első felszabadított települése lett. A szerb lakosság nagyrészt elmenekült. 2011-ben falunak már csak 77 lakosa volt.

## Lakossága
| Lakosság változása | Lakosság változása | Lakosság változása | Lakosság változása | Lakosság változása | Lakosság változása | Lakosság változása | Lakosság változása | Lakosság változása | Lakosság változása | Lakosság változása | Lakosság változása | Lakosság változása | Lakosság változása | Lakosság változása | Lakosság változása |
| ------------------ | ------------------ | ------------------ | ------------------ | ------------------ | ------------------ | ------------------ | ------------------ | ------------------ | ------------------ | ------------------ | ------------------ | ------------------ | ------------------ | ------------------ | ------------------ |
| 1857               | 1869               | 1880               | 1890               | 1900               | 1910               | 1921               | 1931               | 1948               | 1953               | 1961               | 1971               | 1981               | 1991               | 2001               | 2011               |
| 435                | 476                | 501                | 705                | 817                | 959                | 1.007              | 1.094              | 1.002              | 1.004              | 848                | 566                | 320                | 222                | 117                | 77                 |

## Nevezetességei
Szent Illés próféta tiszteletére szentelt pravoszláv parochiális temploma 1836-ban épült a korábbi, 18. századi fatemplom helyett, mely a falutól keletre, távolabb állt. A templomot 1870-ben megújították. A II. világháború idején egy bombatámadásban súlyosan megrongálódott. A parókia állítólag megpróbálta újjáépíteni az épületet, de a legfelsőbb egyházi vezetés ezt nem támogatta. Az 1970-es években a maradványokat nagyrészt elbontották. Az egykori templomból ma csak a szentély falai állnak. A harangtorony helyére egyszerű haranglábat állítottak. Az idő pusztítása miatt fontos lenne a megmaradt falak konzerválása.